# Деканат Еннерсдорф
Деканат Еннерсдорф — деканат католической епархии Айзенштадт.
Деканат  включает в себя 10 приходов.

## Приходы с церковными зданиями
| Приход — Pfarre                                                                      | Святой покровитель — Patrozinium              | Церковное здание — Kirchengebäude | Изображение — Bild                                                            |
| Доберсдорф (Dobersdorf)                                                              | Встреча Марии и Елизаветы (Mariä Heimsuchung) | Приходская церковь Доберсдорф (Pfarrkirche Dobersdorf)                                                                                           | Приходская церковь Доберсдорф                                                 |
| Дойч-Кальтенбрунн (Deutsch Kaltenbrunn)                                              | Николай Чудотворец (Hl. Nikolaus)             | Приходская церковь Дойч-Кальтенбрунн (Pfarrkirche Deutsch Kaltenbrunn)                                                                           | Приходская церковь Дойч-Кальтенбрунн                                          |
| Еннерсдорф (Jennersdorf)                                                             | Святой Вацлав (Hl. Wenzel)                    | Приходская церковь Еннерсдорф (Pfarrkirche Jennersdorf)                                                                                          | Приходская церковь Еннерсдорф                                                 |
| Кёнигсдорф (Königsdorf)                                                              | Иштван I Святой (Hl. Stephan)                 | Приходская церковь Кёнигсдорф (Pfarrkirche Königsdorf)                                                                                           | Приходская церковь Кёнигсдорф                                                 |
| Мария-Бильд-бай-Вайксельбаум (Maria Bild bei Weichselbaum)                           | Встреча Марии и Елизаветы (Mariä Heimsuchung) | Приходская церковь Мария-Бильд (Pfarrkirche Maria Bild)                                                                                          | Приходская церковь Мария-Бильд                                                |
| Могерсдорф (Mogersdorf)                                                              | Иосиф Обручник (Hl. Josef)                    | Приходская церковь Могерсдорф (Pfarrkirche Mogersdorf)                                                                                           | Приходская церковь Могерсдорф                                                 |
| Нойхаус-ам-Клаузенбах (Neuhaus am Klausenbach)                                       | Иштван I Святой (Hl. Stephan)                 | Приходская церковь Нойхаус-ам-Клаузенбах (Pfarrkirche Neuhaus am Klausenbach)                                                                    | Приходская церковь Нойхаус-ам-Клаузенбах                                      |
| Рудерсдорф (Rudersdorf)                                                              | Флориан Лорхский (Hl. Florian)                | Приходская церковь Рудерсдорф (Pfarrkirche Rudersdorf)                                                                                           | Приходская церковь Рудерсдорф                                                 |
| Санкт-Мартин-ан-дер-Раб (St. Martin an der Raab) - Виндиш-Минихоф (Windisch Minihof) | Мартин Турский (Hl. Martin)                   | Приходская церковь Санкт-Мартин-ан-дер-Раб (Pfarrkirche St. Martin an der Raab) - Местная часовня Виндиш-Минихоф (Ortskapelle Windisch-Minihof)) | Приходская церковь Санкт-Мартин-ан-дер-Раб · Местная часовня в Виндиш-Минихоф |
| Хайлигенкройц-им-Лафницталь (Heiligenkreuz im Lafnitztal)                            | Воздвижение Креста Господня (Kreuzerhöhung)   | Приходская церковь Хайлигенкройц-им-Лафницталь (Pfarrkirche Heiligenkreuz im Lafnitztal)                                                         | Приходская церковь Хайлигенкройц-им-Лафницталь                                |

## Внешние ссылки
- Официальный сайт епархии Айзенштадта (нем.)
- Информация об епархии Айзенштадта (англ.)
- Диоцез Айзенштадт (нем.)
- Диоцез Айзенштадт (обзорная информация) (нем.)
- Деканаты диоцеза Айзенштадт Dekanate (нем.)
- Приходы диоцеза Айзенштадт Pfarren (нем.)